# Amalário de Métis
Amalário de Métis (c. 780–850 (70 anos)), conhecido também como Amalário Simpósio (em latim: Symphosius Amalarius) ou Amalário Fortunato (em latim: Amalarius Fortunatus) foi um liturgista cristão aliado do imperador Luís, o Piedoso durante seu turbulento reinado. 
Em 831, Amalário viajou a Roma para se encontrar com o papa Gregório IV com o objetivo de criar uma nova liturgia para os francos. Quatro anos depois, substituiu Agobardo no Sínodo de Diedenhofen e, quando este teve que se exilar (ca. 834), ficou encarregado de cuidar da Diocese de Lyon e implantou ali algumas reformas na liturgia.
Amalário escreveu extensivamente sobre a missa, incluindo a "Liber Officialis", e se envolveu nos grandes debates medievais sobre a predestinação.
Mas infelizmente precisamos confiar no relato de um adversário, Floro de Lyon, para os fatos da condenação de Amalário por heresia no Concílio de Quierzy (838), que baniu algumas de suas obras. Ainda assim, suas obras formam boa parte do que sabemos sobre a liturgia da Igreja no ocidente no século IX.
Apesar de a data exata de sua morte ser desconhecida, acredita-se que tenha sido por volta de 850 em Métis.